# Svenska lantbruksproducenternas centralförbund
Svenska lantbruksproducenternas centralförbund SLC r.f. är de svenskspråkiga lant- och skogsbrukarnas centralorganisation i Finland. Förbundet är en partipolitiskt obunden, utan statsstöd fungerande facklig organisation. Organisationen har knappt 30 000 medlemmar i form av 10 600 jordbrukare och trädgårdsproducenter i fyra producentförbund samt 19 000 skogsägare i fem skogsvårdsföreningar i de svenska delarna av Finland. SLC har lagstadgad förhandlingsrätt med staten.